# 大慈岩镇
大慈岩镇，原名檀村镇，中国浙江省西北部建德市下辖的一个镇。

## 行政区划
现辖：
檀村社区、上吴方村、新叶村、李村、三元村、檀村、大慈岩村、吴山村、里叶村、双泉村、陈店村、狮山村和汪山村。

## 文化
新叶村获评“中国传统村落”。新叶村乡土建筑为全国重点文物保护单位。